# Lądowisko Kraków-Narutowicza
Lądowisko Kraków-Narutowicza – lądowisko sanitarne w Krakowie, w województwie małopolskim, położone przy ul. Prądnickiej 35–37. Przeznaczone jest do wykonywania startów i lądowań śmigłowców sanitarnych i ratowniczych w dzień i w nocy o dopuszczalnej masie startowej do 5700 kg.
Zarządzającym lądowiskiem jest Szpital Miejski Specjalistyczny im. Gabriela Narutowicza w Krakowie. W roku 2012 zostało wpisane do ewidencji lądowisk Urzędu Lotnictwa Cywilnego pod numerem 102.